# بيرناديت أرميجر
بيرناديت أرمغير (بالإنجليزية: Bernadette Armiger) كانت ممرضة أسترالية تُعرف بأنها أول امرأة تخدم في البحرية الملكية الأسترالية (RAN). كانت واحدة من أوائل أربع ممرضات تم إرسالهن للخدمة على متن سفينة تابعة للبحرية، وهي السفينة HMAHS Grantala، خلال الحرب العالمية الأولى.

## الحياة والمسيرة
في عام 1914، تم إرسال أرمغير مع ثلاث ممرضات أُخريات إلى HMAHS Grantala، وهي سفينة مستشفى تابعة للبحرية الملكية الأسترالية، وذلك لتقديم الدعم الطبي خلال العمليات البحرية في نيو غينيا. يُعتبر هذا التعيين أول خدمة رسمية لنساء ضمن صفوف البحرية الأسترالية.
على الرغم من أن تعيينها في البحرية لم يكن دائمًا، فقد ساهمت أرمغير في تمهيد الطريق أمام النساء للعمل في المجال الطبي العسكري الأسترالي.

## الإرث
تُعتبر بيرناديت أرمغير شخصية بارزة في التاريخ العسكري والطبي الأسترالي، نظرًا لدورها الرائد كإحدى أولى النساء اللاتي خَدمن ضمن القوات البحرية. وقد تم الاعتراف بمساهمتها في مصادر متعددة توثق التاريخ النسائي في القوات المسلحة الأسترالية.